# リョウブ科
リョウブ科（リョウブか、Clethraceae）は双子葉植物の科で、1または2属、100種前後の常緑および落葉性木本からなる。アジア、アメリカ大陸およびマデイラ諸島の熱帯・温帯に分布する。日本にはリョウブだけが自生する。
葉は互生。花は両性、萼片と花弁は各5枚で、子房上位、果実は蒴果で多数の種子を含む。総状等の花序が頂生する。ツツジ科に似るが、心皮が3個で花粉が互いにくっつかない点が異なる。
従来の分類ではリョウブ属（Clethra）のみからなる。また従来はキリラ科に入れることが多かった中南米産のPurdiaea属も、むしろリョウブ科に近いとされるようになった（Anderberg & Zhang 2002）。